# U-Bahnhof Oststraße
Der U-Bahnhof Oststraße ist eine Tunnelstation der Düsseldorfer Stadtbahn. Er liegt im Verlauf der ersten und zweiten Stammstrecke in der Innenstadt der nordrhein-westfälischen Landeshauptstadt Düsseldorf. Zu Beginn der Planungen für die Stadtbahn wurde hier eine Verknüpfung dieser mit der vierten Stammstrecke erwogen.
Der unter der Friedrich-Ebert-Straße errichtete U-Bahnhof wurde am 7. Mai 1988 dem Verkehr übergeben und erschließt seitdem die Einkaufsstraße Oststraße, die dem Bahnhof ihren Namen gab, und ist mit der Verbindung zu den in der Immermannstraße bzw. Friedrich-Ebert-Straße verkehrenden Straßenbahn- und Buslinien auch ein wichtiger Umsteigepunkt.

## Lage
Der Innenstadttunnel der Düsseldorfer Stadtbahn führt vom 470 m entfernten U-Bahnhof Steinstraße/Königsallee die Berliner Allee querend unter der Friedrich-Ebert-Straße entlang bis zu deren Kreuzung mit der Oststraße in den dort gelegenen U-Bahnhof Oststraße. Der Tunnel führt dann weiter unter der Bismarckstraße zum 570 m entfernten U-Bahnhof Hauptbahnhof.
Der U-Bahnhof selbst befindet sich an einer zentralen Stelle in der Düsseldorfer Innenstadt. In der benachbarten Immermannstraße befinden sich mehrere japanische Geschäfte und Restaurants sowie ein Hotel einer japanischen Hotelgruppe. Die Oststraße ist eine Einkaufsstraße, die nach Norden zur Schadowstraße mit mehreren Kaufhäusern und großen Geschäften führt.

## Geschichte
Die ursprünglichen Planungen für ein Düsseldorfer Stadtbahnnetz sahen eine Netzkonzeption mit vier Stammstrecken vor. Davon wurde mit den im Innenstadttunnel zusammengefassten ersten und zweiten Stammstrecken zwei verwirklicht. Die vierte Stammstrecke sollte durch den U-Bahnhof Oststraße in Nord-Süd-Richtung verlaufen. So wäre ein weiterer Umsteigebahnhof im Stadtbahnnetz entstanden. Die dafür notwendige vierte unterirdische Ebene wurde jedoch bereits in den Baumaßnahmen für den Bahnhof und den Innenstadttunnel zwischen 1979 und 1988 nicht mehr berücksichtigt.
Der Bahnhof selbst wurde im Jahr 1985 im Rohbau fertiggestellt und nach seiner Eröffnung am 7. Mai 1988 dem Verkehr übergeben.

## Bahnhofsanlage
Der Bahnhof ist dreistöckig ausgeführt. Die obere Ebene (−1) nimmt die Verteilerebenen auf und führt in die beiden tiefer gelegenen Ebenen. Die zweite Ebene (−2) verfügt über einen Mittelbahnsteig, an dem die Linien Richtung Heinrich-Heine-Allee halten. In der untersten Ebene (−3) halten die Züge der Linien Richtung Düsseldorf Hauptbahnhof ebenfalls an einem Mittelbahnsteig. Beide Bahnsteigebenen verfügen über Hochbahnsteige.
Die Zugänge des U-Bahnhofs liegen sowohl in der Friedrich-Ebert-Straße als auch in der Oststraße. Neben mehreren Rolltreppen und Treppenanlagen führt auch eine Aufzugsanlage zu den Bahnsteigen, wobei die Rolltreppen und Treppen zuvor in zwei Verteilerräumen auf der −1-Ebene zusammengeführt werden. Von diesen führen jeweils zwei Treppenanlagen mit Rolltreppen zum einen in die mittlere Ebene zu den Zügen Richtung Heinrich-Heine-Allee und in die untere Ebene Richtung Hauptbahnhof.
Die Düsseldorfer U-Bahnhöfe der ersten, zweiten und dritten Generation verfügen alle über eine annähernd gleiche Gestaltung. Die Decken und Wände sind wie auch die Bodenfläche dunkel gehalten. Eine metallische Verkleidung umfasst die in der Mitte des Bahnsteigs vorhandenen Säulen, auch die weitere Bahnhofsmöblierung ist in silber gehalten. Den Kontrast zu dieser zurückhaltenden Farbgestaltung bieten die beigefarbenen Wände. Die Haltestellennamen sind über den Informationstafeln mit schwarzer Schrift auf weißem Grund angebracht, an den Wänden sind sie mit schwarzer Schrift auf weißem Grund, begleitet von weinroten Linien ober- und unterhalb der Schrift, ausgeführt.

## Verkehr
Der U-Bahnhof Oststraße befindet sich im Verlauf der ersten und zweiten Stammstrecke des Düsseldorfer Stadtbahnnetzes. Alle sieben auf diesen Strecken verkehrende Linien bedienen den Bahnhof. Neben den Umsteigemöglichkeiten zwischen den einzelnen Stadtbahnlinien bestehen Umsteigebeziehungen zu einer Straßenbahn- und weiteren vier Buslinien, die an den an der Oberfläche befindlichen Haltestellen entlang der Immermannstraße bzw. Friedrich-Ebert-Straße halten.
Über die Expresslinie aus Krefeld sowie die weiteren ergänzenden Linien aus Meerbusch und Neuss werden die linksrheinisch gelegenen Nachbarstädte sowie die Stadtteile Lörick, Heerdt und Oberkassel erreicht. Über die Linie aus Duisburg wird die Nachbarstadt, sowie die nördlichen Stadtteile Wittlaer, Kaiserswerth und Lohausen erreicht. Die in Stockum abzweigende Linie zur ESPRIT arena bindet diese sowie das Düsseldorfer Messegelände an. In Richtung Altstadt besteht die Verbindung zu dem zentralen Umsteigepunkt Heinrich-Heine-Allee. Dort sind Umsteigemöglichkeiten zu mehreren Buslinien sowie zur sogenannten Wehrhahn-Linie vorhanden. Hinter dem Umsteigebahnhof Düsseldorf Hbf, der die Stadtbahn mit der S-Bahn Rhein-Ruhr und weiteren Verbindungen im Regional- und Fernverkehr verknüpft, werden im weiteren Verlauf der ersten, bzw. der zweiten Stammstrecke die südöstlich gelegenen Stadtteile Lierenfeld, Eller, Oberbilk, Wersten, Holthausen und Benrath, sowie die Heinrich-Heine-Universität und der Botanische Garten angebunden.
Bis auf eine Ausnahme werden alle Stadtbahnlinien von der Düsseldorfer Rheinbahn allein bedient. Diese bildet die Linie U79, die gemeinsam mit der Duisburger Verkehrsgesellschaft (DVG) betrieben wird. So verkehren auf der Linie U79, seitens der Duisburger Verkehrsgesellschaft, hochflurige Stadtbahnfahrzeuge des Typs B80C. Zusätzlich werden hier, wie auch auf allen anderen Linien, Wagen des Typs B80D, ebenfalls hochflurig, eingesetzt. Auf der Linie U75 verkehren außerdem auch – aus Straßenbahnwagen des Typs GT8S umgebaute – Fahrzeuge des Typs GT8SU.
Im Nahverkehrsplan 2002–2007 der Landeshauptstadt Düsseldorf, ist die Einführung einer neuen Stadtbahnlinie U80 vorgesehen. Für diese ist der Bau einer Umfahrung der Düsseldorfer Messe mit einem neuen U-Bahnhof Messe-Süd notwendig. Wenn diese Maßnahme realisiert werden sollte, ist der U-Bahnhof Oststraße als Haltepunkt dieser Linie vorgesehen.
Eine neue Linie (U82) für die in Bau befindliche Stammstrecke 5 zur U-Bahn-Haltestelle am Flughafenterminal soll auch am U-Bahnhof Oststraße halten.[veraltet]
Folgende Stadtbahnlinien bedienen den U-Bahnhof:
| Linie | Verlauf | Takt                                      |
| ----- | --- | ----------------------------------------- |
|       | Krefeld, Rheinstraße – Krefeld Hbf – Dießem – Königshof – KR-Fischeln, Grundend – Meerb.-Osterath, Hoterheide – Bovert – Haus Meer – Büderich, Landsknecht – D-Lörick – Prinzenallee – Belsenplatz – Tonhalle/Ehrenhof – U Heinrich-Heine-Allee – U Steinstraße/Königsallee – U Oststraße – U Düsseldorf Hbf ← U D-Handelszentrum/Moskauer Straße Hochflurbetrieb der Rheinbahn; ehemalige K-Bahn; ergänzender Schnellverkehr zur Linie U 76 während der HVZ; es werden nicht alle Haltestellen der Linie U 76 bedient. | 20 min                                    |
|       | Neuss Hbf – Blücherstraße – NE Am Kaiser – D-Heerdt, Vogesenstraße – Handweiser – Aldekerkstraße – Heesenstraße – Nikolaus-Knopp-Platz – Dominikus-Krankenhaus – Drusustraße – Belsenplatz – Barbarossaplatz – Luegplatz – Tonhalle/Ehrenhof – U Heinrich-Heine-Allee – U Steinstraße/Königsallee – U Oststraße – U Düsseldorf Hbf – U Handelszentrum/Moskauer Straße – U Kettwiger Straße – Ronsdorfer Straße – Lierenfeld, Betriebshof – Schlesische Straße – Jägerstraße – D-Eller Mitte – Alt Eller – D-Eller, Vennhauser Allee Hochflurbetrieb der Rheinbahn; Linie gehört zum Düsseldorfer Nachtnetz; Abweichender Takt: Mo–Fr 21–0 Uhr, Sa 7–9, So 8–20 Uhr alle 15 min; So 5–9 Uhr alle 30 min | 10 min                                    |
|       | Krefeld, Rheinstraße1 – Krefeld Hbf – Dießem – Königshof – Fischeln – KR-Fischeln, Grundend – Osterath, Görgesheide2 – Hoterheide – Kamperweg – Bovert – Haus Meer – Forsthaus – Büderich, Landsknecht – Düsseldorf-Lörick3 – Löricker Straße – Lohweg – Prinzenallee – Heerdter Sandberg – Comenius-Gymnasium – Belsenplatz – Barbarossaplatz – Luegplatz – Tonhalle/Ehrenhof – U Heinrich-Heine-Allee – U Steinstraße/Königsallee – U Oststraße – U Düsseldorf Hbf – U Oberbilker Markt/Warschauer Straße – U Ellerstraße – U D-Oberbilk – Kaiserslautener Straße – Provinzialplatz – Werstener Dorfstraße – Opladener Straße – Ickerswarder Straße – Elbruchstraße – D-Holthausen4 Hochflurbetrieb der Rheinbahn; ehemalige K-Bahn; Abschnitt 3–4 dieser Linie gehört zum Düsseldorfer Nachtnetz; in den Schulferien gilt ein besonderer Fahrplan. Abweichender Takt: Abschnitt 3–4: Mo–Sa 21–0 Uhr und So alle 15 Minuten; Abschnitt 1–3: Mo–Sa 21–0 Uhr und So alle 30 Minuten | 20 min (1-3) 10 min (3-4)                 |
|       | D-Lörick, Am Seestern – Prinzenallee – Heerdter Sandberg – Comenius-Gymnasium – Belsenplatz – Barbarossaplatz – Luegplatz – Tonhalle/Ehrenhof – U Heinrich-Heine-Allee – U Steinstraße/Königsallee – U Oststraße – U Düsseldorf Hbf – U Handelszentrum/Moskauer Straße – U Kettwiger Straße – Ronsdorfer Straße – Lierenfeld, Betriebshof Hochflurbetrieb der Rheinbahn; verkehrt nur Mo–Fr 5–21 Uhr und Sa 8–21 Uhr | 10 min                                    |
|       | Merkur Spiel-Arena/Messe Nord ( ← Sportpark Nord/Europaplatz ) – Mörikestraße – Freiligrathplatz – Messe Ost/Stockumer Kirchstraße – Nordpark/Aquazoo – Reeser Platz – Theodor-Heuss-Brücke – Golzheimer Platz – Kennedydamm – U Victoriaplatz/Klever Straße – U Nordstraße – U Heinrich-Heine-Allee – U Steinstraße/Königsallee – U Oststraße – U Düsseldorf Hbf Hochflurbetrieb der Rheinbahn; Linie gehört nicht zum Düsseldorfer Nachtnetz Abweichender Takt: Mo–Fr 19–20 Uhr, Sa–So 8–20 Uhr alle 15 min, täglich 20–22 Uhr alle 30 min; Bedienung der Haltestelle Sportpark Nord/Europaplatz Mo–Sa 8–20 Uhr und So 9–20 Uhr im 30-Minuten-Takt aber nicht an Messetagen und bei Veranstaltungen in der Arena; Linie verkehrt an Messetagen auch Sa und So ab 7:30 Uhr im 10-Minuten-Takt. | 10 min                                    |
|       | ( U DU-Meiderich Bf 1 – U Auf dem Damm – ) U Duissern2 – U Duisburg Hbf – U König-Heinrich-Platz – U Steinsche Gasse – Platanenhof – Musfeldstraße – Kremerstraße – Karl-Jarres-Straße – Grunewald – Grunewald Betriebshof – Kulturstraße – Im Schlenk – Waldfriedhof – Münchener Straße – Sittardsberg – Mühlenkamp – St. Anna Krankenhaus – Angerbogen (nie in Betrieb genommen) – DU-Kesselsberg3 – D-Froschenteich – Wittlaer4 – Am Mühlenacker – Kalkumer Schlossallee – Klemensplatz – Kittelbachstraße – Alte Landstraße – Lohausen – Freiligrathplatz – Messe Ost/Stockumer Kirchstraße – Nordpark/Aquazoo – Reeser Platz – Theodor-Heuss-Brücke – Golzheimer Platz – Kennedydamm – U Victoriaplatz/Klever Straße – U Nordstraße – U Heinrich-Heine-Allee – U Steinstraße/Königsallee – U Oststraße – U Düsseldorf Hbf 5 (– U Oberbilker Markt/Warschauer Straße – U Ellerstraße – U D-Oberbilk – Kaiserslauterner Straße – Provinzialplatz – Werstener Dorfstraße – Südpark – D-Universität Ost/Botanischer Garten6 ) Hochflurbetrieb der Rheinbahn und DVG; ehemalige D-Bahn; Abschnitt 4–5 gehört zum ; in den Schulferien gilt ein besonderer Fahrplan. 15-Minuten-Takt auch im Abschnitt 2–6 Sa 5–19 Uhr und im Abschnitt 4–5 Mo–Fr 21–0 Uhr (ab 29.08.2018, davor 20–0 Uhr), Sa 20–0 Uhr und So 5–0 Uhr 30-Minuten-Takt im Abschnitt 2–6 Mo–Fr 19–22 Uhr und Sa 7–20 Uhr und im Abschnitt 1–2 Sa 9–18 Uhr und So 12–19 Uhr | 15 min (1–3) 10/20 min (3–4) 10 min (4–6) |

Zu folgenden Buslinien und Nachtbuslinien besteht eine Umstiegsmöglichkeit:
| Linie | Linienverlauf |
| ----- | --- |
| 737   | Düsseldorf Hbf 1 – Oststraße – Wehrhahn-Center – Pempelforter Straße – D-Wehrhahn – Uhlandstraße – Lindemannstraße 2 – Flingern, Daimlerstraße (Rosmarinstraße) – Gerresheim, Torbruchstraße – Schönaustraße – Morper Straße – D-Gerresheim 3 – Knuppertsbrück – Unterbach, Friedhof – Am Zault – Erkrath-Unterfeldhaus, Neuenhausplatz 4 Mo–Fr 5–19 Uhr alle 20 min; Mo–Fr 20–21 Uhr, Sa 6–20 Uhr, So 9–20 Uhr alle 30 min; Abschnitt 1–3 Mo–Fr 21–23 Uhr, Sa–So 20–23 alle 60 min; Abschnitt 3–4 Mo–Fr 21–23 Uhr, Sa–So 20–23 alle 30 min, Sa–So 0–1 Uhr, So 8–9 Uhr alle 60 min; weitere Haltestellen nur im Abschnitt 2–4 |
| 752   | Mülheim Hbf – MH-Stadtmitte – Schloß Broich – MH-Saarn, Friedrich-Freye-Straße;– MH-Selbeck, Stooter Straße – Ratingen-Breitscheid, Krummenweg – Lintorf, Friedhof – Am Kämpchen – Rehhecke – Lintorf, Rathaus – Tiefenbroicher Straße – ( Ratingen-Tiefenbroich, Annastraße – Ratingen, Kaiserswerther Straße – Ratingen-West, Dieselstraße – Eckampstraße – Düsseldorf, Neu-Lichtenbroich – ) Mörsenbroich, Heinrichstraße – D-Derendorf – Pempelfort, Münsterstraße/Feuerwache – Stadtmitte, Jacobistraße (Pempelforter Straße , 200 m) – Oststraße – Düsseldorf Hbf                                                       |
| 754   | Ratingen-Lintorf, Siemensstraße – Rehhecke – Lintorf, Rathaus – Tiefenbroicher Straße – Ratingen-Tiefenbroich, Annastraße – Kaiserswerther Straße – Ratingen-West, Dieselstraße – Eckampstraße – Düsseldorf, Neu-Lichtenbroich – Mörsenbroich, Heinrichstraße – D-Derendorf – Pempelfort, Münsterstraße/Feuerwache – Stadtmitte, Jacobistraße (Pempelforter Straße , 200 m) – Oststraße – Düsseldorf Hbf |
| SB 55 | Düsseldorf Hbf – Stadtmitte, Oststraße – Jacobistraße (Pempelforter Straße , 200 m) – Pempelfort, Münsterstraße/Feuerwache – Derendorf – Mörsenbroich, Heinrichstraße 1 – Ratingen-Lintorf, Tiefenbroicher Straße2 – Lintorf, Rathaus – Rehhecke – Lintorf, Siemensstraße HVZ ca. alle 20 min (mit Linie 752), Mo–Fr auch abends und Sa nur tagsüber alle 60 min; Abschnitt 1–2 über die B 1/A 52; Weitere Haltestellen nur in Lintorf; während der HVZ verkehrt die Linie 752 über dieselbe Strecke; Abschnitt zum Motor Hotel wird seit 2012 nicht mehr bedient.                                                            |
| 805   | Heerdt, Handweiser – Nikolaus-Knopp-Platz – Viersener Straße – Lohweg – Belsenplatz – Heinrich-Heine-Allee – Düsseldorf Hbf – Handelszentrum – Lierenfelder Straße Nachtverkehr von So/Mo bis Do/Fr; ab Heinrich-Heine-Allee 1:14, 1:44, 3:24, 3:44 Uhr nach Heerdt und 0:46, 1:46 und 3:11 Uhr nach Lierenfeld |
| 817   | Heinrich-Heine-Allee – Düsseldorf Hbf – Oberbilk – Wersten – Holthausen – Benrath – Benrath Betriebshof Nachtverkehr von So/Mo bis Do/Fr; ab Heinrich-Heine-Allee 0:53, 1:53 und ab Betriebshof Benrath 0:07, 1:07 und 2:57 Uhr |
| NE 1  | Düsseldorf Hbf → Oststraße → Jacobistraße → Schloss Jägerhof → Pempelfort → Spichernplatz → Unterrath → Neu-Lichtenbroich → Unterrath → Spichernplatz → Pempelfort → Schloss Jägerhof → Jacobistraße → Oststraße → Düsseldorf Hbf |
| NE 3  | Düsseldorf Hbf → Oststraße → Steinstraße/Königsallee → Heinrich-Heine-Allee → Jacobistraße → Wehrhahn → Düsseltal → Mörsenbroich Heinrichstraße → Rath Mitte → Rath, Wittener Straße → Reichswaldallee → Oberrath → Wilhelm-Raabe-Weg → Mörsenbroich Heinrichstraße → Düsseltal → Wehrhahn → Jacobistraße → Charlottenstraße/Oststraße → Düsseldorf Hbf |

Zu folgenden Straßenbahnlinie und Nachtbuslinien besteht eine Umstiegsmöglichkeit:
| Charlottenstr./Oststraße | Charlottenstr./Oststraße |
| Linie                    | Linienverlauf |
| ------------------------ | --- |
| 707                      | D-Unterrath 1 – Unterrath, Eckenerstraße – Großmarkt – Johannstraße – Derendorf, Spichernplatz – Pempelfort, Dreieck2 ← Venloer Straße – Marienhospital – Pempelfort, Schloss Jägerhof – Stadtmitte, Jacobistraße3 (Pempelforter Straße , 200 m) – Stadtmitte, Charlottenstraße/Oststraße – Hauptbahnhof – Friedrichstadt, Helmholtzstraße – Morsestraße – Bilker Allee/Friedrichstraße (D-Bilk , 200–300 m) – Unterbilk, Bilker Kirche – Franziusstraße – Speditionstraße – Medienhafen, Kesselstraße4 Betrieb im Standardtakt der Düsseldorfer Straßenbahnen; weitere Haltestellen nur in den Abschnitten 1–2 und 3–4, aber alle Umsteigehaltestellen sind aufgeführt. |
| NE 3                     | Düsseldorf Hbf → Oststraße → Steinstraße/Königsallee → Heinrich-Heine-Allee → Jacobistraße → Wehrhahn → Düsseltal → Mörsenbroich Heinrichstraße → Rath Mitte → Rath, Wittener Straße → Reichswaldallee → Oberrath → Wilhelm-Raabe-Weg → Mörsenbroich Heinrichstraße → Düsseltal → Wehrhahn → Jacobistraße → Charlottenstraße/Oststraße → Düsseldorf Hbf |
| NE 4                     | Düsseldorf Hbf → Charlottenstraße/Oststraße → Heinrich-Heine-Allee → Jacobistraße → Pempelforter Straße → Wehrhahn → Uhlandstraße → Grafenberg → Gerresheim Rathaus → Gerresheim Morper Straße → Gerresheim Torfbruchstraße → Lierenfeld → Worringer Platz → Düsseldorf Hbf |
| NE 5                     | Düsseldorf Hbf → Worringer Platz → Lierenfeld → Gerresheim Torfbruchstraße → Gerresheim Rathaus → Grafenberg → Uhlandstraße → Wehrhahn → Pempelforter Straße → Jacobistraße → Heinrich-Heine-Allee → Jacobistraße → Charlottenstraße/Oststraße → Düsseldorf Hbf |
| NE 7                     | Düsseldorf Hbf → Oststraße → Steinstraße → Benrather Straße → Graf-Adolf-Platz → Kirchplatz → Bilk → Merowingerplatz → Uni-Kliniken → Südpark → Universität → Himmelgeist → Itter → Holthausen → Reisholz – Reisholz → Hassels → Urdenbacher Allee → Urdenbach, Südallee → Benrath → Urdenbacher Allee → Schloss Benrath → Holthausen → Universität → Südpark → Uni-Kliniken → Merowingerplatz → Bilk → Kirchplatz → Graf-Adolf-Platz → Benrather Straße → Heinrich-Heine-Allee → Jacobistraße → Charlottenstraße/Oststraße → Düsseldorf Hbf |

## Weiterführende Informationen

Logo der Stadtbahn Rhein-Ruhr